# Извержение вулкана Кракатау (1883)
Извержение вулкана Кракатау началось в мае 1883 года и завершилось серией мощных взрывов 26 и 27 августа 1883 года, в результате которых большая часть острова Кракатау была уничтожена. Сейсмическая активность на Кракатау продолжалась до февраля 1884 года.
Это извержение вулкана считается одним из самых смертоносных и разрушительных в истории: по меньшей мере 36 417 человек погибли в результате самого извержения и вызванного им цунами, были полностью уничтожены 165 городов и поселений, а ещё 132 получили серьёзные разрушения. Последствия извержения в той или иной степени ощущались во всех областях земного шара.

## Описание и последствия

Изменение местности вокруг вулкана до и после извержения 1883 года

Первые сведения о том, что вулкан Кракатау проснулся после длительной спячки (с 1681 года), поступили 20 мая 1883 года, когда над жерлом вулкана поднялся огромный столб дыма, а грохот извержения заставлял дребезжать окна в радиусе 160 км. В атмосферу было выброшено огромное количество пемзы и пыли, которые покрыли толстым слоем окружающие острова. В последующие летние месяцы извержение то немного ослабевало, то усиливалось. 24 июня появился второй кратер, а затем и третий.
Начиная с 23 августа сила извержения прогрессивно нарастала. К часу дня 26 августа столб дыма, по свидетельствам очевидцев, поднимался на высоту в 17 миль (28 км), а сильные взрывы происходили примерно каждые 10 минут. В ночь на 27 августа в тучах пепла и пыли, окружавших вулкан, были хорошо заметны частые разряды молний, а на кораблях, проходивших по Зондскому проливу и находившихся в нескольких десятках километров от вулкана, выходили из строя компасы и горели интенсивные огни святого Эльма.
Кульминация извержения произошла в утренние часы 27 августа, когда в 5:30, 6:44, 9:58 и 10:52 по местному времени раздались грандиозные взрывы. По свидетельству очевидцев, третий взрыв был самым мощным. Все взрывы сопровождались сильнейшими ударными волнами и цунами, которые обрушились на острова Ява и Суматра, а также на небольшие островки вблизи Кракатау. В атмосферу были выброшены огромные количества пыли и вулканического пепла, которые густым облаком поднялись на высоту до 80 км и превратили день в ночь на прилегающей к вулкану территории вплоть до города Бандунг, находящегося в 250 км от вулкана. Звуки взрывов были слышны на острове Родригес у юго-восточного побережья Африки на расстоянии 4800 км от вулкана. Позднее по показаниям барометров в разных местах мира было установлено, что инфразвуковые волны, вызванные взрывами, несколько раз обогнули земной шар.
После 11 часов 27 августа активность вулкана значительно ослабла, последние сравнительно слабые взрывы были слышны в 2:30 28 августа.
Значительная часть вулканической постройки разлетелась в радиусе до 500 км. Такая дальность разлёта была обеспечена подъёмом частиц застывшей лавы и горных пород в разрежённые слои атмосферы, на высоту до 55 км. Газо-пепловая колонна поднялась в мезосферу, на высоту свыше 70 км. Выпадение пепла происходило в восточной части Индийского океана на площади свыше 4 млн км2. Объём материала, выброшенного взрывом, составил около 18 км3.
Сила извержения по шкале вулканической активности составила 6 баллов.
Сила взрыва вулкана оценивается от 100 до 200 мегатонн в тротиловом эквиваленте, что более чем в 10 тысяч раз превышает силу взрыва, уничтожившего Хиросиму. Во время извержения измерительные приборы в 160 километрах от Кракатау уловили звуки взрыва интенсивностью 172 децибела, а в эпицентре сила звука достигала 310 децибел. Учёные полагают, что это был самый громкий звук в истории человечества.
В результате взрывов северная часть острова полностью исчезла, и от прежнего острова осталось три небольших части — острова Раката, Сертунг и Раката-Кечил. Поверхность морского дна немного приподнялась, появилось несколько маленьких островков в Зондском проливе. По результатам зондирования к востоку от Кракатау была обнаружена трещина длиной около 12 км.
Значительное количество вулканического пепла оставалось в атмосфере на высотах до 80 км в течение нескольких лет и вызывало интенсивную окраску зорь.
Поднятые взрывом цунами высотой до 30 м привели к гибели на соседних островах около 36 тысяч человек, в море были смыты 295 городов и селений. Многие из них до подхода цунами были, вероятно, разрушены воздушной ударной волной, которая повалила экваториальные леса на побережье Зондского пролива и срывала крыши с домов и двери с петель в Джакарте на расстоянии 150 км от места катастрофы. Атмосфера всей Земли была возмущена взрывом в течение нескольких суток.